# Schadensminderungspflicht
Die Schaden(s)minderungspflicht (genauer: Schadensminderungsobliegenheit) bezeichnet im Schadenersatzrecht die Pflicht des Geschädigten, den Schaden abzuwenden oder zu mindern oder den Schädiger auf die Gefahr eines ungewöhnlich hohen Schadens aufmerksam zu machen.
Auch wenn ein Geschädigter von einem Schädiger dem Grunde nach Ersatz für die erlittenen Einbußen an seinen Rechtsgütern oder seinem Vermögen verlangen kann, trifft ihn gleichwohl die „Pflicht gegen sich selbst“ (sogenannte Obliegenheit), den Schaden und die Schadensfolgen gering zu halten.
Eine „Pflicht gegen sich selbst“ ist die Schadenminderungsobliegenheit deswegen, weil der Schädiger umgekehrt kein Recht hat, vom Geschädigten die Geringhaltung des Schadens zu verlangen. Bei einem Verstoß gegen die Schadenminderungspflicht kann sich der Ersatzanspruch kürzen.

## Deutschland
Im deutschen Recht ist die Schadensminderungspflicht in § 254 Bürgerliches Gesetzbuch (BGB) verankert, der für alle Ersatzforderungen – auch öffentlich-rechtliche – zumindest entsprechend gilt. Daraus ergibt sich, dass der Umfang des zu leistenden Schadenersatzes insbesondere davon abhängt, inwieweit der Schaden vorwiegend von dem einen oder dem anderen Teil verursacht worden ist, was auch dann gilt, wenn sich das Verschulden des Geschädigten darauf beschränkt, dass er unterlassen hat, den Schaden abzuwenden oder zu mindern.

## Österreich
In Österreich ist die Schadensminderungsobliegenheit nicht ausdrücklich gesetzlich geregelt, aber von Lehre und Rechtsprechung anerkannt. Die Schadensminderungsobliegenheit ist in Österreich keine Rechtspflicht, da nicht getrennt einklagbar (daher keine „Schadensminderungspflicht“).
Die österreichische Rechtslehre hat, teilweise unter Bezugnahme auf die deutsche Rechtslehre zu § 254 Abs. 2 BGB, herausgearbeitet, dass der Geschädigte seine Schadensminderungsobliegenheit verletzt, wenn er Maßnahmen unterlässt, die eine ordentliche und verständige Person zur Schadensabwendung ergreifen würde. Dies kann zum Beispiel zur Schadensteilung durch das Mitverschulden des Beschädigten iSv § 1304 ABGB führen.
Der Geschädigte muss sich bei einer unterlassenen Schadensminderung nicht nur eigenes Verhalten, sondern auch das von Gehilfen zurechnen lassen.

## Liechtenstein
Die Schadensminderungsobliegenheit ist in Liechtenstein, das 1812 das ABGB und 1912 die Zivilprozessordnung (FL-ZPO) aus Österreich weitgehend rezipiert hat, weitestgehend gleich wie in Österreich geregelt.

## Beispiel
A kann von B den Ersatz für eine eingeschlagene Scheibe verlangen. Nach dem Schaden repariert er bei schönem Wetter die Scheibe zunächst wochenlang nicht. Als ein Unwetter aufzieht, ruft er den Glaser-Notdienst. In der Zwischenzeit regnet es aufs Parkett. Der Notdienst kostet 200 € anstelle 100 € Normalpreis. Die Behebung des Parkettschadens kostet 500 €.
A wird so gestellt, als hätte er sich „vernünftig“ verhalten. Er bekommt den Glaser-Normalpreis von B erstattet und trägt Mehrkosten sowie die Reparatur des Parketts selbst.